# Attalos von Rhodos
Attalos von Rhodos (griechisch ῎Ατταλος Áttalos) war ein antiker griechischer Astronom und Mathematiker. Er lebte im 2. Jahrhundert v. Chr.
Attalos lebte in Rhodos und war ein Zeitgenosse des Hipparchos. Er brachte eine Ausgabe der Phainomena des Aratos von Soloi heraus, eines astronomischen Lehrgedichts, und verfasste dazu einen Kommentar.
Das Werk des Attalos ist nicht erhalten und nur aus Zitaten von Hipparchos bekannt, der Teile daraus in seinem eigenen Kommentar zu Aratos’ Werk wiedergibt. Attalos versuchte Aratos zu verteidigen, indem er den Versuch unternahm, Aratos’ Beschreibungen mit der Wirklichkeit in Einklang zu bringen und Widersprüche aufzulösen. Dazu benutzte er auch philologische Mittel. Hipparchos betrachtete Aratos dagegen kritisch.